# Thermogravimetrische Analyse
Die thermogravimetrische Analyse (TGA), auch Thermogravimetrie genannt, ist eine Methode der thermischen Analyse oder Thermoanalytik, bei der die Massenänderung einer Probe in Abhängigkeit von der Temperatur und Zeit gemessen wird. Die Probe wird dazu in einem kleinen Tiegel aus temperaturstabilem und inertem Material (z. B. Platin oder Aluminiumoxid) in einem Ofen auf Temperaturen bis zu 1500 °C erhitzt. Der Probenhalter ist an eine Mikrowaage gekoppelt, welche die Massenänderungen während des Aufheizvorgangs registriert. Ein Thermoelement nahe dem Tiegel misst die Temperatur. Moderne TGA-Geräte erlauben über einen angeschlossenen Computer eine Einstellung der Endtemperatur, Heizrate, des Gasstroms o. Ä. Während der Analyse wird der Probenraum je nach Bedarf mit verschiedenen Gasen gespült. Meist wird reiner Stickstoff verwendet, um eine Oxidation der Probe zu vermeiden. In manchen Fällen wird jedoch auch mit Luft, Sauerstoff oder anderen Gasen gespült. Beim Erhitzen kann die Probe durch Zersetzungsreaktionen oder Verdampfen flüchtige Komponenten an die Umgebung abgeben oder aus der Umgebung z. B. durch Oxidation Reaktionspartner aufnehmen. Die Gewichtsabnahme bzw. -zunahme und die Temperatur, bei welcher die Gewichtsänderung stattfindet, kann spezifisch für eine untersuchte Probe sein. Daraus können Rückschlüsse auf die Zusammensetzung des Stoffes gezogen werden.

## Messprinzip

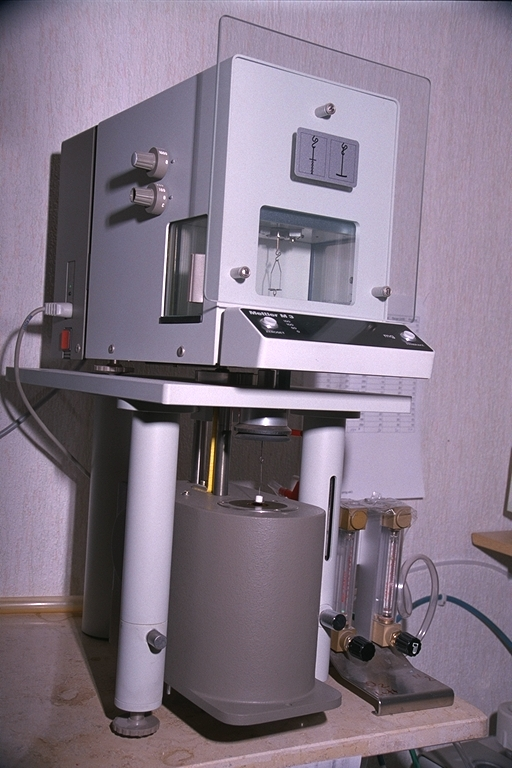
TGA-Messeinrichtung (Der Ofen ist zum Einbringen der Probe nach unten geschoben worden)

In der Thermogravimetrie wird die Massenänderung einer festen Probe während eines bekannten Heiz- oder Abkühlvorgangs beobachtet. Die häufigste Anwendung ist dabei ein Aufheizen der Probe mit einer konstanten Heizrate. Massenänderung können durch folgende Ursachen ausgelöst werden:
- Massenverlust durch physikalische Prozesse (z. B. Verdampfen, Sublimieren)
- Massenverlust einer Probe durch Zerfall (Zersetzung mit Bildung flüchtiger Produkte)
- Massenverlust durch Reaktion (z. B. Reduktion)
- Massenzunahme durch Reaktion (z. B. Oxidation)

Üblicherweise besteht eine Thermowaage aus folgenden Komponenten:
- Ein in der Temperatur regelbarer Ofen
- Die Waage
- Zuleitungen für Wasserstoff, Stickstoff, Sauerstoff und Helium
- Auswertungsgeräte zur Verarbeitung der Messwerte

### Ofen mit Temperaturregelung
Die wichtigste Eigenschaft, die der Ofen einer Thermowaage besitzen muss, ist die Erzeugung eines homogenen Temperaturfeldes am Ort der Probe, da schon geringe Temperaturschwankungen bei der Versuchsführung einen Einfluss auf die ausgegebene Kurve haben können. Dabei ist zu beachten, dass der homogene Bereich sich mit steigender Temperatur verkleinert.

### Die Waage
Die am häufigsten verwendete Waage arbeitet nach dem Prinzip der elektromagnetischen Kompensation. Dabei wird der metallische Waagebalken durch zwei auf beiden Seiten der Waagearme angebrachte elektromagnetische Spulen in immer derselben Position gehalten. Jede Auslenkung der Waage aus ihrer Ruheposition wird von einem photoelektrischen Sensor erfasst und die Spannung der Magnetspulen so geregelt, dass die Waage in der Anfangsposition gehalten wird. Um den auf die Magnetspulen wirkenden Strom möglichst gering zu halten, ist auf der dem Probenarm entgegengesetzten Seite ein Gegengewicht angebracht. Es entspricht in seiner Masse in etwa dem des Tiegels. Während der Messung wird die Änderung der Spannung gemessen, die sich linear zur Massenänderung verhält.

### Die Gaszuleitungen
Die an der Thermowaage angebrachten Gaszuleitungen erlauben ein Beschicken der Apparatur (Ofen und Waagenkopf) mit verschiedenen Gasen und Gasgemischen. Als Inertgas wird meist Stickstoff verwendet. Anschlüsse und Design der Thermowaage müssen vakuumdicht sein, damit empfindliche Proben nicht mit eingebrachter Umgebungsluft (Sauerstoff) reagieren. Bei Kopplung der Thermowaage mit einem Massenspektrometer kann die Verwendung von Helium sinnvoller sein, da es nicht wie Stickstoff im Detektionsbereich der Masse von Kohlenmonoxid auftaucht. Mögliche Reaktionsgase sind synthetische Luft für Oxidationen oder Wasserstoff für Reduktionen.

### Einflüsse auf die Messung
Es gibt eine Reihe von apparativen und physikalischen Effekten, die einen Einfluss auf die Versuchsergebnisse haben. Vor Versuchsbeginn wird daher häufig eine Blindmessung aufgenommen, da sich auf Grund von Temperatureffekten apparative Größen, wie die Leitfähigkeit der Spulen im Waagenkopf, die Dichte oder die Viskosität der verwendeten Gase ändern können.

## Kopplungsmethoden
Zur Analyse der im Ofen verflüchtigten Substanzen oder der Reaktions- und Zersetzungsprodukte können an die Abgasleitungen weitere Analysengeräte angeschlossen werden. Am häufigsten werden hier Massenspektrometer oder IR-Spektrometer benutzt, in letzter Zeit auch mehr und mehr NMR-Spektroskope.
Es existieren auch Aufbauten, bei denen zwischen Thermowaage und Spektrometer eine Trennung mittels Gaschromatographie (TG-GC-MS) erfolgt.
Eine einfache Methode zur Analyse der Abgase ist die Verwendung von Absorptionsröhrchen. Mittels spezieller Desorptionsöfen können die Abgase dann auch räumlich getrennt an anderen Messsystemen analysiert werden.

## Kalibrierung
Die Temperaturkalibrierung von Thermowaagen kann mittels Metallen oder Legierungen erfolgen, die bei einer definierten Temperatur eine Curie-Umwandlung zeigen. Geeignete Materialien können hier Nickel (Up. 360 °C) und Eisen (Up. 768 °C) sein. In der Praxis muss die Messzelle im Einflussbereich eines starken externen Magnetfelds sein. Die Umwandlung wird als scheinbare Massenänderung detektiert. Die Temperaturabweichung ist heizratenabhängig. Die Temperaturkalibrierung muss also für verschiedene Heizraten durchgeführt werden. Es ergibt sich aber ein linearer Zusammenhang zwischen Temperaturabweichung und Heizrate. Die Temperaturabweichungen können von der Temperatur abhängig sein, was eine Kalibrierung bei verschiedenen Temperaturen und somit mit mehreren Kalibriersubstanzen notwendig macht (Mehrpunktkalibrierung).

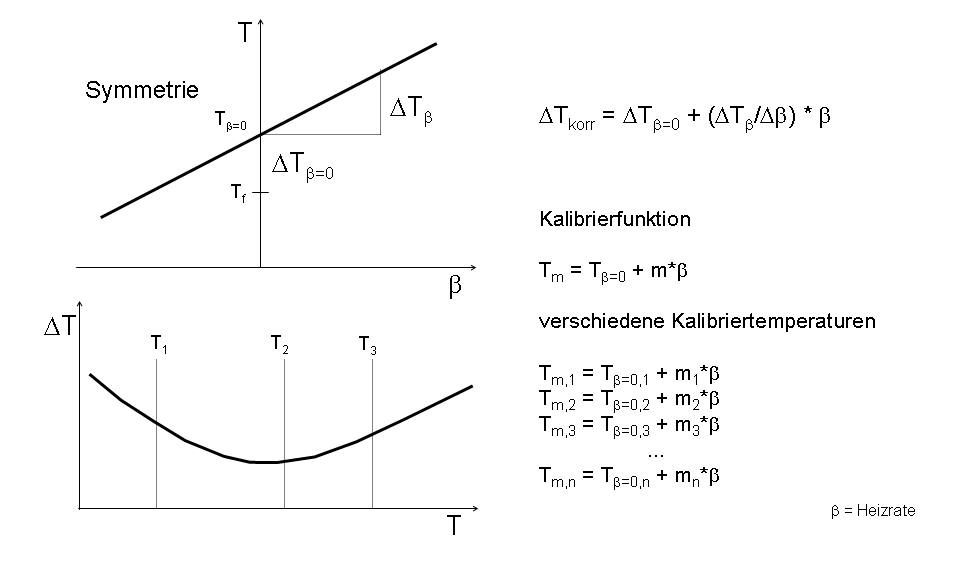

Eine Massenkalibrierung erfolgt durch entsprechend geeignete (geeichte) Gewichte. Eine einfache Überprüfung der detektierten Massendifferenzen kann mittels Calciumoxalat-Monohydrat erfolgen. Die Verbindung zeigt unter inerten Bedingungen (kein Sauerstoff) drei definierte Abbaustufen:
1. Abgabe des Hydratwassers: {\displaystyle \mathrm {CaC_{2}O_{4}*H_{2}O\longrightarrow \ } } {\displaystyle \mathrm {\ CaC_{2}O_{4}+H_{2}O} } mit Δm = 12,33 Ma%
2. Abgabe von Kohlenmonoxid unter Bildung von Calciumcarbonat: {\displaystyle \mathrm {CaC_{2}O_{4}\longrightarrow \ } } {\displaystyle \mathrm {\ CaCO_{3}+CO} } mit Δm = 19,17 Ma% bezogen auf Ausgangsmasse Calciumoxalat-Monohydrat
3. Abgabe von Kohlendioxid unter Bildung von Calciumoxid: {\displaystyle \mathrm {CaCO_{3}\longrightarrow \ } } {\displaystyle \mathrm {\ CaO+CO_{2}} } mit Δm = 30,12 Ma% bezogen auf Ausgangsmasse Calciumoxalat-Monohydrat.

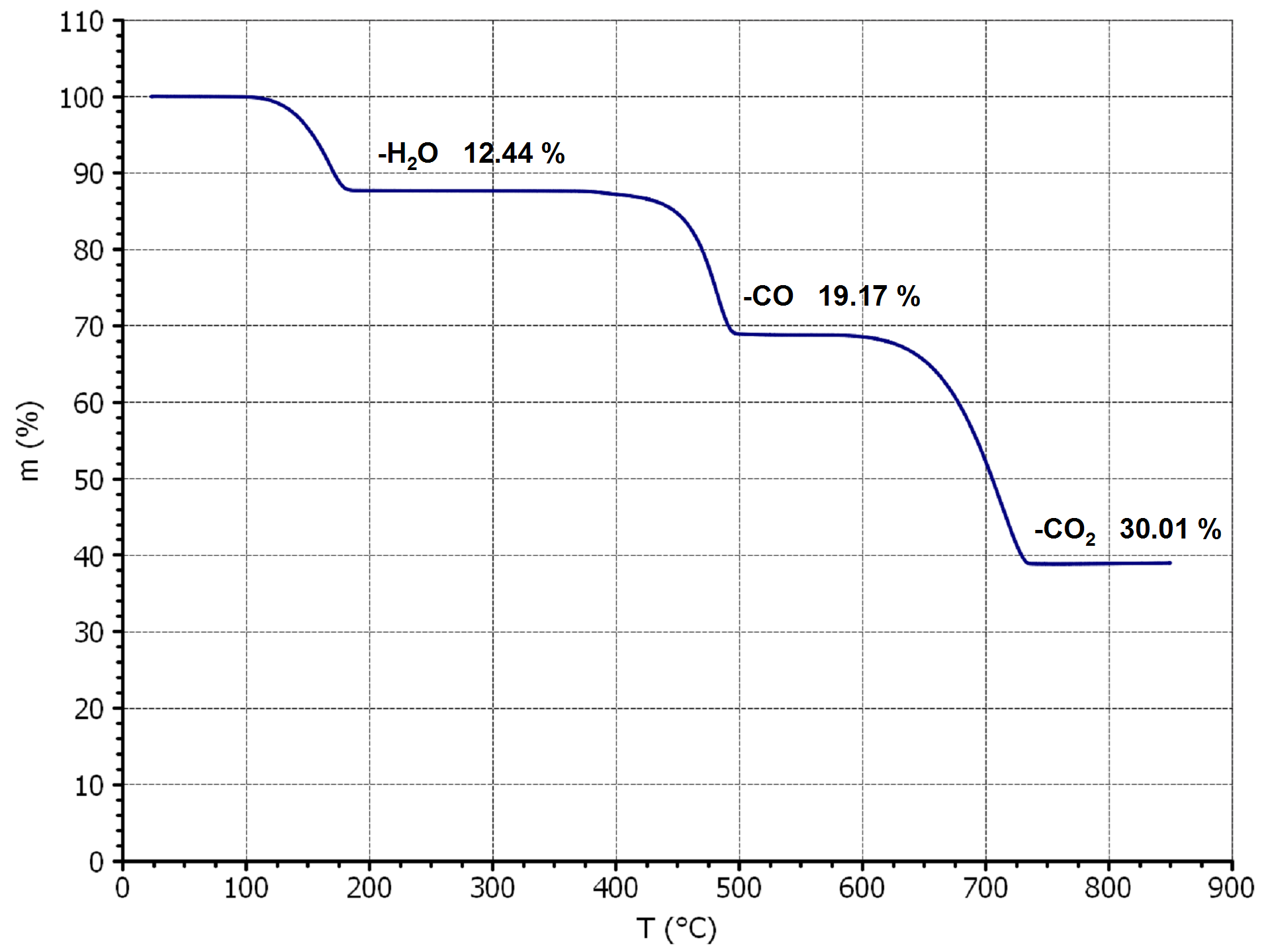
TGA-Messung am Calciumoxalat-Monohydrat

## Präzision
Zur thermogravimetrischen Bestimmung von Anteilen an Weichmachern, Polymer, Ruß und Glührückstand in synthetischen Polymeren stehen Ringversuchsdaten zur Verfügung. Wenn die Abbaustufen gut getrennt sind, beträgt die Vergleichstandardabweichung sR unabhängig vom gemessenen Inhaltsstoff rund 0,7 g/100 g. Bei tiefen Rußgehalten (2 – 3 g/100 g) liegen die sR-Werte um 0,3 g/100 g. sR ist ein guter erster Schätzwert für die Standardunsicherheit.